# Distrito Municipal de Mopani
Mopani es un distrito municipal de Sudáfrica en la provincia de Limpopo.
Comprende una superficie de 11 098 km².
El centro administrativo es la ciudad de Giyani

## Demografía
Según datos oficiales contaba con una población total de 1.068.568 habitantes.